# Abdoulaye Diack (IA)
 (février 2025).
 (février 2025).
Motif : Les sources secondaires ne s'étendent pas sur deux ans au moins (WP:CAA)
- Archive Wikiwix
- Bing
- Cairn
- DuckDuckGo
- E. Universalis
- Gallica
- Google
- G. Books
- G. News
- G. Scholar
- Persée
- Qwant
- (zh) Baidu
- (ru) Yandex
- (wd) trouver des œuvres sur Wikidata

| 1. | Préciser le motif de la pose du bandeau. | Précisez le motif de la pose du bandeau en utilisant la syntaxe suivante : {{admissibilité à vérifier\|date=juillet 2025\|motif=remplacez ce texte par le motif}}                         |
| 2. | Informer les utilisateurs concernés.     | Pensez à avertir le créateur de l'article, par exemple, en insérant le code ci-dessous sur sa page de discussion : {{subst:avertissement admissibilité à vérifier\|Abdoulaye Diack (IA)}} |

Pour les articles homonymes, voir Abdoulaye Diack et Diack.
Abdoulaye Diack est un homme de science sénégalais, porteur du projet Open buildings.

## Parcours
Abdoulaye Diack  a travaillé comme chef de programme dans la recherche en IA, d'abord chez Google Brain, puis chez Google Research Africa.
Son travail dans le cadre du projet Open Buildings, une initiative pionnière en IA qui a révolutionné la cartographie dans les régions sous-représentées, lui permet de cartographier des milliards de bâtiments à travers le Sud global. Il améliore la couverture de Google Maps dans ces zones. Les données ouvertes générées sont devenues une ressource pour les gouvernements locaux et les organisations, facilitant la planification urbaine, la réponse aux catastrophes et le développement de stratégies économiques.